# Ford Crestline
Ford Crestline – samochód osobowy klasy wyższej średniej produkowany pod amerykańską marką Ford w latach 1952–1954.
Obejmował ekskluzywne lub ponadstandardowo wykończone odmiany nadwoziowe w gamie produkcyjnej Forda w tym okresie: 2-drzwiowy hardtop Victoria, kabriolet Sunliner i 5-drzwiowe kombi Country Squire, a w ostatnim roku także 4-drzwiowy sedan.

## Historia i opis modelu

### Model 1952

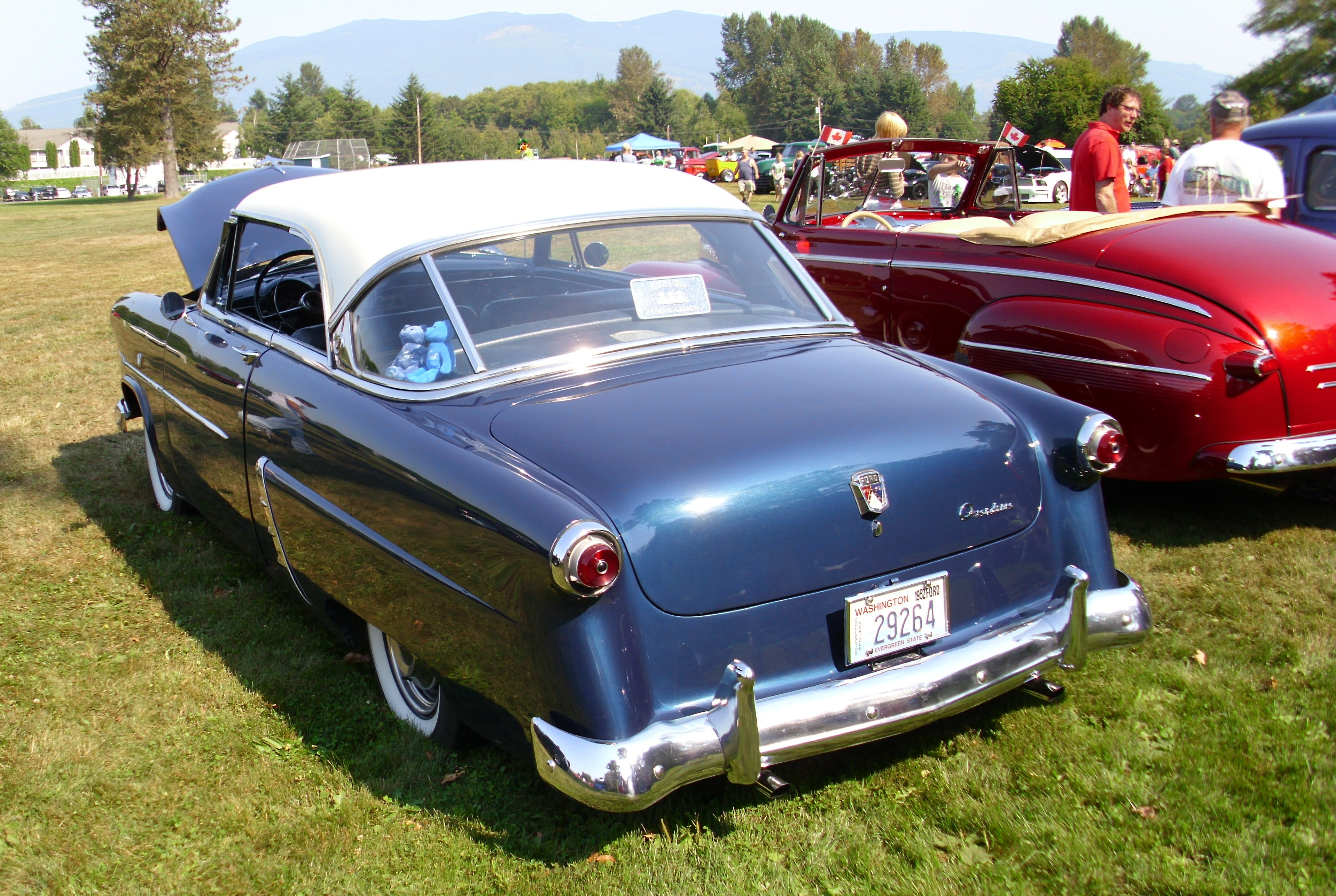
1952 Ford Crestline Victoria od tyłu

Nazwa modelu Crestline została wprowadzona w styczniu 1952 roku dla bardziej ekskluzywnych odmian nadwoziowych w nowej gamie Forda, które były następcami podobnych odmian poprzedniego modelu Custom DeLuxe (w tym odmiany Crestliner). Samochód oparty był na tym samym podwoziu i części mechanicznej, co podstawowe modele Ford Mainline i Customline. Nazwa Crestline oznaczała: „szczytowa linia”, „zwieńczenie”, będąc zarazem w zgodzie z nazewnictwem pozostałych modeli Forda w tym okresie. Gamę nadwozi przez pierwsze dwa lata stanowiły: 
- 2-drzwiowy 6-miejscowy hardtop Crestline Victoria (kod 60B),
- 2-drzwiowy 6-miejscowy kabriolet (convertible) Crestline Sunliner  (kod 76B),
- 5-drzwiowe 8-miejscowe kombi (station wagon) Country Squire (kod 79B)[1].

Modele Forda z 1952 roku stanowiły dalszą ewolucję pontonowego nadwozia, w stylu mody aerokosmicznej. Chromowana atrapa chłodnicy miała szeroką poziomą belkę z centralnym ozdobnym stożkiem, imitującym wlot powietrza w samolocie odrzutowym, oraz dwoma podobnymi stożkami po bokach, kryjącymi światła postojowe (zarazem kierunkowskazy). Belka ta miała ponadto podłużne szczeliny na środku, po bokach centralnego stożka. Na masce umieszczono chromowaną ozdobę w formie stylizowanego samolotu ze skośnymi skrzydłami. 
Nadwozia hardtop i kabriolet tego modelu miały ozdoby, jak w modelu Customline – na bokach przednich błotników i drzwi była pozioma listwa ozdobna ze stali nierdzewnej, a nad nią za przednimi kołami był umieszczony metalowy napis Crestline i znaczek V8 oznaczający wersję silnika. Na skośnej przedniej krawędzi wyobleń tylnych błotników znajdowała się ozdobna chromowana imitacja czterech chwytów powietrza. Kombi Country Squire natomiast zamiast bocznych listew miało drewniane okładziny ozdobne na środkowej i tylnej części burt nadwozia, a także na słupkach dachu, oraz metalowy napis Country Squire na okładzinach przednich drzwi i znaczek V8 przed nimi. Wyposażenie i wykończenie wnętrza prezentowało poziom taki sam lub lepszy, niż w modelu Customline.
Nadwozia były oparte na ramie nośnej; zawieszenie przednie było niezależne na wahaczach poprzecznych i sprężynach śrubowych, zawieszenie tylne zależne, ze sztywną osią napędową na resorach półeliptycznych. Opony miały rozmiar 6,70×15 (7,10×15 w wersji kombi). Kombi Country Squire miało trzeci rząd dwóch foteli wyjmowany, a środkową trzymiejscową kanapę składaną dla przewożenia większych ładunków. Z przodu wszystkie samochody miały trzymiejscową kanapę, z dzielonym odchylanym oparciem w wersjach dwudrzwiowych. Kabriolet miał podnoszony elektrycznie dach.
Modele Crestline były dostępne tylko z jednym silnikiem benzynowym:
- 8-cylindrowy V8 L-head Strato-Star – poj. 239 cali sześciennych (3,9 l), stopień sprężania 7,2, moc 110 KM.

W standardzie była 3-biegowa mechaniczna skrzynia biegów, opcją był nadbieg (overdrive) lub automatyczna skrzynia biegów Fordomatic. W odróżnieniu od pozostałych modeli Forda, Crestline nie był początkowo dostępny z silnikiem 6-cylindrowym.
Wyprodukowano na rynek amerykański 105 280 samochodów Crestline 1952 roku modelowego, w tym 77 320 Victoria Hardtop (cena bazowa bez wyposażenia dodatkowego 2104 dolary), 22 534 Sunliner (2214 dolarów) i 5426 Country Squire (2384 dolary). Ich sprzedaż stanowiła 15,67% sprzedaży marki w tym roku. Country Squire był przy tym najdroższym modelem Forda w latach 1952–1954.

### Model 1953
Modele Forda na 1953 rok (jubileuszowy 50. rok istnienia firmy) zaprezentowano w grudniu poprzedniego roku. Zmiany były kosmetyczne i dotyczyły atrapy chłodnicy, ozdób i wystroju wnętrza. Chromowana atrapa chłodnicy miała inną szeroką poziomą belkę z centralną ozdobą, która nie imitowała już wlotu powietrza, lecz kołpak śmigła, a belka była karbowana po jej obu stronach, przypominając śmigło. Brak było bocznych stożków, a prostokątne kierunkowskazy umieszczono osobno, pod centralną belką. Zmieniła się ozdoba w formie samolotu na masce, otrzymując krótsze „skrzydła”, zakończone stylizowanymi opływowymi zbiornikami. Niewielkiej zmianie uległy klosze okrągłych świateł z tyłu, a na klapie bagażnika pojawił się ozdobny uchwyt do otwierania.
W odmianach Victoria i Sunliner, oprócz dotychczasowej przedniej listwy ozdobnej, dodano drugą poziomą listwę umieszczoną niżej, na błotnikach tylnych, przecinającą chromowaną imitację chwytów powietrza na przedniej krawędzi wyobleń błotników (tak samo w modelu Customline). Napis Crestline tym razem nie był umieszczony osobno, lecz wygrawerowany na przedniej spłaszczonej części górnej listwy ozdobnej. Kierownica otrzymała zmieniony przycisk klaksonu, w formie wycinka obręczy, w jej dolnej połowie. Kombi Country Squire miało takie same drewniane okładziny ozdobne i napis Country Squire, jak w poprzednim roku.
Wyprodukowano 180.164 Fordów Crestline 1953 roku modelowego, w tym 128.302 Victoria Hardtop (cena bazowa 2120 dolarów), 40.861 Sunliner (2230 dolarów) i 11.001 Country Squire (2403 dolary). Ich sprzedaż stanowiła 14,44% sprzedaży Forda.
Zmodyfikowany Ford Sunliner został wybrany na samochód bezpieczeństwa rozgrywanych 30 maja tego roku zawodów Indianapolis 500, po czym wyprodukowano 2000 jego replik na sprzedaż.

### Model 1954
Głębsze zmiany wprowadzono w modelach Forda zaprezentowanych w styczniu 1954 roku. Ponownie zmieniono ozdoby i atrapę chłodnicy, powracając do wariacji na temat trzech imitacji stożków wlotowych, lecz z inną, rozszczepioną centralną poziomą belką. Kierunkowskazy umieszczono ponownie w imitacjach stożków pod reflektorami, lecz mniejszych, niż dwa lata temu, a otwór atrapy był szerszy – na całą szerokość pasa przedniego. Ponownie zmieniła się ozdoba w formie stylizowanego samolotu na masce, otrzymując trójkątne skrzydełka i trójkątny statecznik pionowy. Zmianie uległy również klosze okrągłych świateł z tyłu. We wnętrzu wprowadzono nową deskę rozdzielczą, z prędkościomierzem Astra-Dial wystającym ponad deskę, z półkolistą przezroczystą skalą.

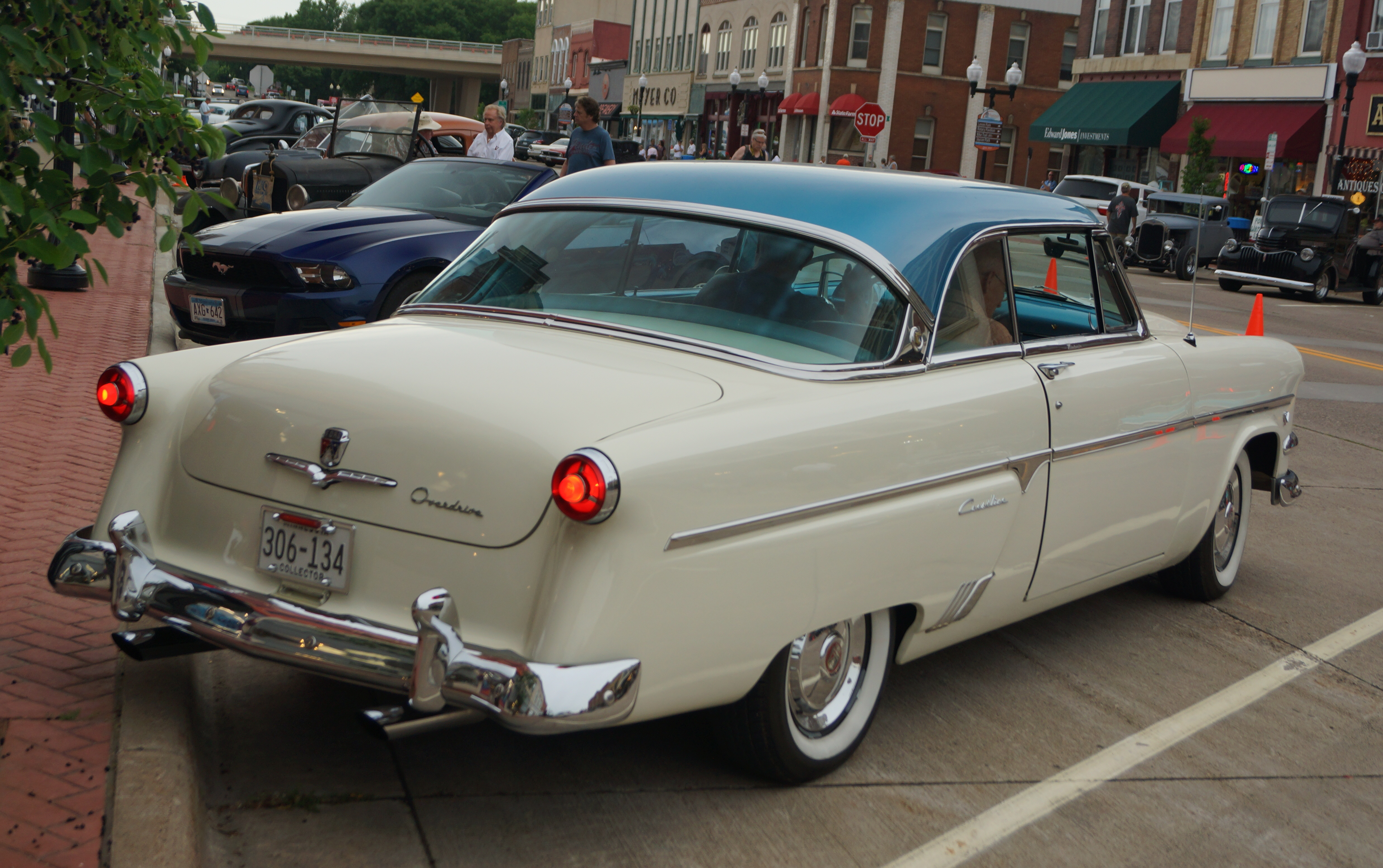
1954 Ford Crestline Victoria od tyłu

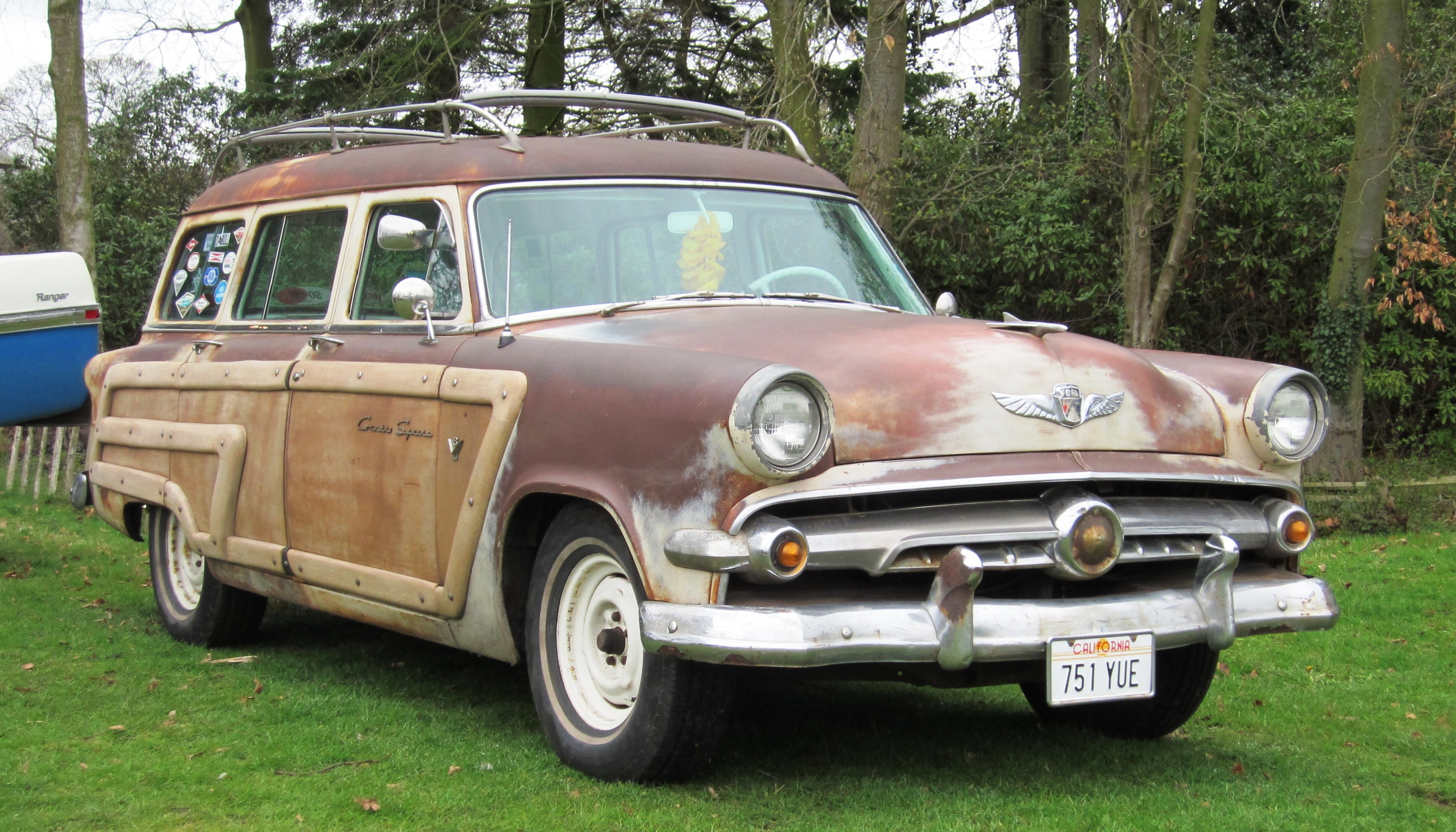
1954 Ford Crestline Country Squire

W gamie nadwozi, oprócz dotychczasowych, pojawiły się dwa nowe: 
- 2-drzwiowy 6-miejscowy hardtop Crestline Skyliner z przezroczystą przyciemnianą częścią dachu nad przednimi siedzeniami (kod 60F),
- 4-drzwiowy 6-miejscowy sedan (Crestline Four-Door Sedan, kod 73C). Sedan odpowiadał analogicznym modelom linii Mainline i Customline, lecz był lepiej wykończony[7].

Listwa boczna w modelu Crestline (taka sama, jak Customline) otrzymała nową formę – prosta, szeroka, na całą długość nadwozia, poprowadzona tuż ponad wyobleniami błotników tylnych, z charakterystycznym „zębem” przed nimi. Zrezygnowano z imitacji chwytów powietrza na przedniej krawędzi wyobleń błotników, montując jedynie ozdobną osłonę z metalu w jej dolnej części – bardziej rozbudowaną, niż w modelu Customline. Na bokach ponownie pojawiły się metalowe napisy Crestline, tym razem umieszczone w przedniej części błotników tylnych, a znaczek V8 umieszczano na błotnikach przed przednimi kołami. Kombi Country Squire miało takie same drewniane okładziny ozdobne i napis Country Squire na drzwiach, jak w poprzednich latach.
Większe zmiany dotyczyły części mechanicznej – przede wszystkim wprowadzono ulepszone przednie zawieszenie na przegubach kulowych, które polepszyło prowadzenie się pojazdu. Spowodowało to zwiększenie rozstawu osi o pół cala. W wyposażeniu opcjonalnym pojawiło się m.in. wspomaganie kierownicy i hamulców. W standardzie pojawił się tym razem silnik 6-cylindrowy (o większej mocy, niż dotychczasowy V8), a jako opcja dostępny był nowy górnozaworowy silnik V8:
- 6-cylindrowy R6 OHV Mileage Maker – poj. 223 cali sześciennych (3,65 l), stopień sprężania 7,2, moc 115 KM
- 8-cylindrowy V8 OHV (Y-block) – poj. 239 cali sześciennych (3,9 l), stopień sprężania 7,2, moc 130 KM.

Wyprodukowano 257.967 Fordów Crestline 1954 roku modelowego; ich sprzedaż stanowiła 22,13% sprzedaży Forda. Tym razem najwięcej było w nowej odmianie sedana (99.677), z bazową ceną 1898 dolarów, a drugi co do popularności hardtop Victoria kosztował 2055 dolarów i wyprodukowany był w liczbie 95.464 sztuk.
W 1955 roku, wraz z wprowadzeniem nowej generacji Fordów, model Crestline został zastąpiony przez Ford Fairlane.

## Meteor Crestline/Rideau

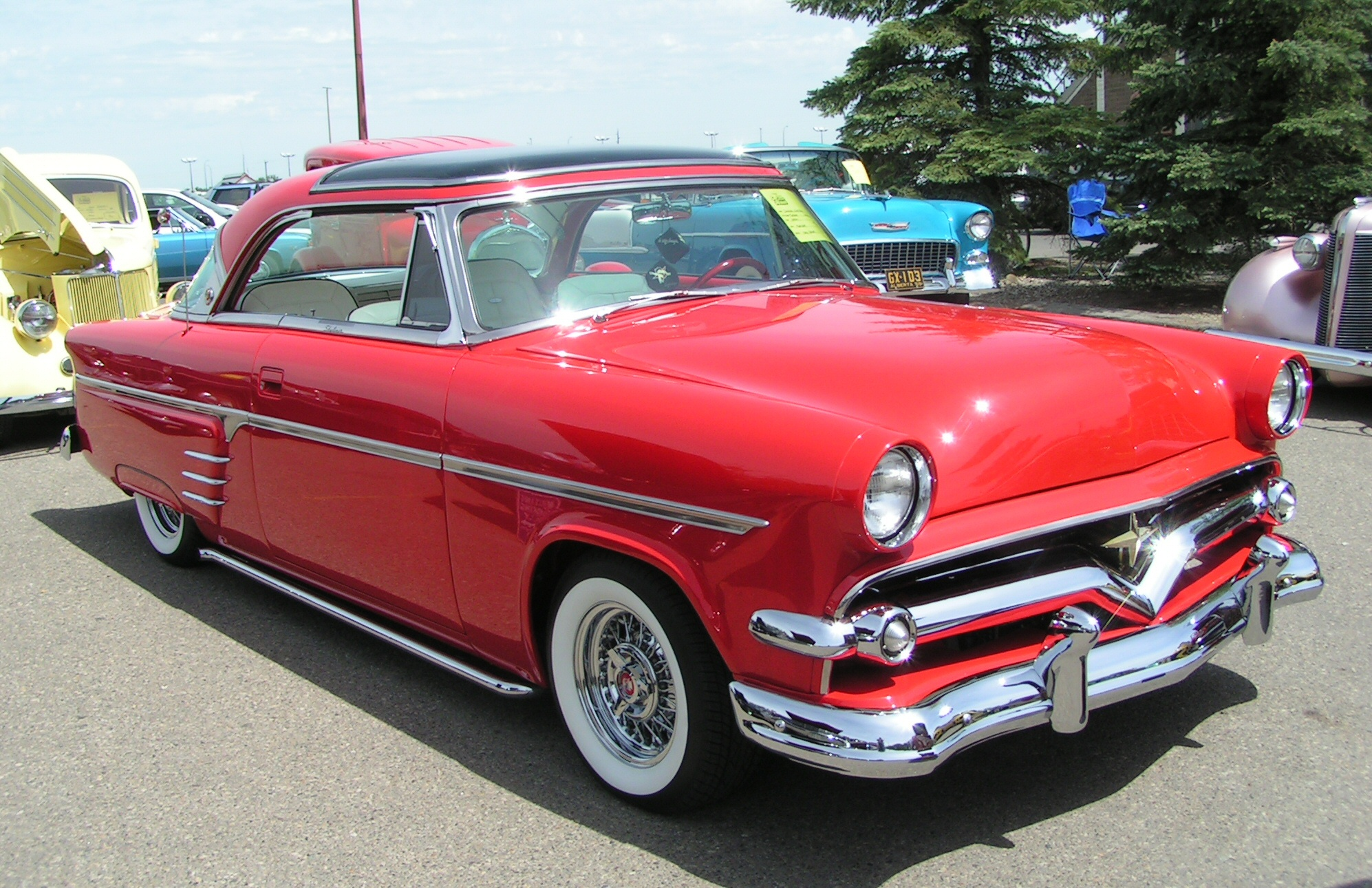
1954 Meteor Rideau Skyliner

Na rynek kanadyjski modele Forda były produkowane także pod marką Meteor, do sprzedaży w sieci dealerskiej Mercurego, odróżniające się z zewnątrz detalami oraz stylistyką przedniego pasa. W latach 1952–1953 produkowany był m.in. model Meteor Crestline, odpowiadający Fordowi Crestline, w 1954 roku nazwany Meteor Rideau. W 1955 roku został zastąpiony przez nowy model Rideau.